# Mastophora cranion
Mastophora cranion là một loài nhện trong họ Araneidae.
Loài này thuộc chi Mastophora. Mastophora cranion được Cândido Firmino de Mello-Leitão miêu tả năm 1928.